# Келчевские
Келчевские (пол. Kiełczewski, бел. Кялчэўскія) — польский дворянский род герба Абданк, происходящий от Яна Келчевского, люблинского судьи в 1436.
Одна ветвь его потомства переселилась в XVII веке в Литву. Род Келчевских был внесён в VI и I часть родословных книг Виленской, Волынской, Гродненской, Ковенской и Минской губерний. 
Другой род Келчевских, герба Помян, также восходит к первой половине XV века и был внесён в родословные книги дворян Царства Польского.